# Reynald Freudiger
Reynald Freudiger, né le 31 décembre 1979, est un écrivain suisse de langue française.

## Biographie
Reynald Freudiger naît le 31 décembre 1979.
Après des études de lettres à l'Université de Lausanne, il quitte la Suisse pour l'Amérique latine (ses deux premiers livres se situent à la frontière de l'une et de l'autre). À son retour, il rejoint le Centre de recherches sur les lettres romandes, puis se consacre à l'enseignement de la langue et de la littérature françaises au Gymnase de Burier. En 2012, il reçoit le Prix du Roman des Romands pour son livre Angeles. En tant que chercheur, il participe notamment à l'édition critique des œuvres complètes de C. F. Ramuz. Il collabore en outre épisodiquement à différentes revues.

## Œuvres
Ses écrits puisent à différentes traditions littéraires : ils peuvent faire allusion aux mythes de l’antiquité grecque et biblique, mais aussi au boom latino-américain et aux contes européens. Ils jouent d’ailleurs volontiers de la frontière entre la fiction et la réalité (« Il paraît que ceux qui parlent trop souvent littérature finissent par se changer en livre », écrit-il dans sa préface à Angeles). Mais ses récits témoignent aussi, dans un style satirique, d’un intérêt marqué pour des questions sociales,,.
On lui doit également Une brève histoire de la littérature mondiale qui propose un parcours historique et culturel à grandes enjambées, de L’Épopée de Gilgamesh aux Fictions de Borges. Cet « essai buissonnier » se veut une défense et une illustration de la littérature.

## Publications
- La Mort du Prince bleu, roman, L'Aire, 2009[10].
- Angeles, recueil de récits, L'Aire, 2011[11],[12].
- Le Roman de Madame Pomme, chroniques, L'Aire, 2014.
- La Véritable Histoire de Luz Nieve, conte, L'Aire, 2017[13].
- Une brève histoire de la littérature mondiale, essai, L'Aire, 2018.
- Vanité, roman, L'Aire, 2022 (ISBN 9782889562466).

## Distinctions
- 2012 : Prix du roman des Romands pour Angeles, L'Aire, 2011.
- 2023 : Prix Bibliomedia pour Vanité, L'Aire, 2022[14].

## Sources
- Viceversa Littérature
- Le Roman des Romands